# Když se slunci nedaří
Když se slunci nedaří je český šestidílný televizní seriál z roku 1995, natočený režisérem Hynkem Bočanem podle scénáře Iva Pelanta.

## Děj
Seriál se odehrává v nemocnici v malém městě. Pacienty jsou děti různého věku. Dětské oddělení vede lékařka Šnajberková.
V prvním díle je patnáctiletému Honzovi Pelcovi diagnostikována cukrovka. Musí se s tou celoživotní nemocí vyrovnat on i jeho rodiče. Dalším pacientem je malý Michal, jehož ambiciozní rodiče se z něj snaží vychovat tenistu. Ten tlak neunese a v noci se pomočuje. V nemocnici se spřátelí s romským chlapcem Miškem. Honza se vrátí domu a vyhledá svou lásku Barboru, kterou však nezajímá. Propadne smutné náladě, otec se rozhodne s rodinou lékařky Šnajberkové uspořádat vodáckou výpravu, které se zúčastní i pes Inzulín.
Na holčicím pokoji se léčí Šárka, která spolkla rtěnku, a Dagmara s obrnou očního nervu, a Maruška, která často omdlévá. Ta se ráda stará o malé děti na oddělení. Dcera lékařky Šnajberkové, Markéta, začne chodit s Honzou. Do nemocnice přijde anorektička Zuzka, ta se však hospitalizaci brání a její matka si myslí, že o nic nejde. Markéta se chystá s Honzou do tanečních. Matka jí objeví podezřelou pihu na břiše. Tu musí lékaři odoperovat, ale histologie nic nenajde.

## Obsazení
| Dagmar Havlová      | MUDr. Šnajberková   |
| Naďa Konvalinková   | sestra Boženka      |
| Barbora Srncová     | sestra Eliška       |
| Jakub Zdeněk        | Honza Pelc          |
| Michal Dlouhý       | MUDr. Komárek       |
| Hana Hertová        | sestra Lída         |
| Jan Hartl           | JUDr. Šnajberk      |
| Klára Issová        | Markéta Šnajberková |
| Kateřina Janečková  | Katka Šnajberková   |
| Simona Stašová      | paní Pelcová        |
| Jiří Schmitzer      | pan Pelc            |
| Stanislav Zindulka  | řidič Homolka       |
| Valentina Thielová  | Primářka            |
| Klára Lidová        | Barbora Jehličková  |
| Josef Kolínský      | Michal Vaculík      |
| Lenka Kořínková     | matka Vaculíková    |
| Barbora Kohoutková  | Zuzka Kabátová      |
| Markéta Placková    | Maruška Šolcová     |
| Svatopluk Skopal    | otec Vaculík        |
| Oldřich Navrátil    | otec Kubát          |
| Andrej Sivák        | Myško Imrich        |
| Karolína Sochorová  | Šárka Maixnerová    |
| Nikol Štíbrová      | Kristýna Fuksová    |
| Jitka Asterová      | matka Kabátová      |
| Vladimír Javorský   | otec Fuksa          |
| Jitka Ježková       | Dagmara             |
| Věra Kubánková      | babička Fuksová     |
| Jaroslav Kejr       | Mirek Mužík         |
| Jaroslava Brousková | Maixnerová          |
| Zdeněk Žák          | učitel Zahradníček  |
| Stella Zázvorková   | Michalova babička   |
| Jan Bonaventura     | Maixner             |
| Ivana Chýlková      | Golová              |
| Blanka Lormanová    | učitelka Marková    |
| Karel Smyczek       | tenisový rozhodčí   |
| Jitka Smutná        | Šolcová             |
| Dana Hlaváčová      | psycholožka         |
| Jaroslav Satoranský | ředitel nemocnice   |
| Miroslav Středa     | Šolc                |

## Seznam dílů
1. Honza
2. Michal
3. Inzulín
4. Maruška
5. Zuzka
6. Šnajberková